# 붉바리
붉바리(Epinephelus akaara)는 농어목 바리과에 속한 물고기이다.
제주도의 붉바리가 맛의 방주에 등재되어 있다.

## 분포
제주도를 포함한 남해에 분포하고 있으며 하와이, 일본 남부, 호주에도 분포한다.

## 생태
야행성이므로 바위 구멍이나 바위틈에 숨어 있다가 밤이 되면 활동하며 산란기는 6월부터 8월까지 한다. 어류, 새우류, 게류를 먹고 산다.